# Podlesje
Podlesje (tudi Ferdreng, nem. Verdreng) je opuščeno naselje v občini Kočevje. Podlesje je bilo pred 2. svetovno vojno naseljeno s Kočevarskimi Nemci, ki pa so bili med vojno izseljeni. V opuščenem Podlesju so slovenski komunisti po vojni organizirali žensko delovno taborišče za politične zapornice.

## Ime
Po izselitvi Kočevarjev je bilo ime naselja leta 1955 spremenjeno iz nemškega Verdreng oz. poslovenjenega Ferdreng v Podlesje . Ime je bilo spremenjeno na osnovi povojnega "Zakona o imenovanju krajev in označevanju trgov, ulic in stavb" iz leta 1948, kot del široke kampanje povojnih komunističnih oblasti, da se iz toponimov na ozemlju Slovenije odstranijo nemški elementi.

## Cerkev
Lokalna cerkev, posvečena Sv. Janezu Krstniku, je bila baročna stavba iz 18. stoletja, zgrajena na mestu zgodnejšega sakralnega objekta. Razstreljena in uničena je bila po letu 1952. Podobna usoda je med letoma 1952 in 1955 doletela tudi bližnjo kapelico iz zgodnjega 17. stoletja, posvečeno Mariji, na Verdrenški gori (znani tudi kot Verderbška gora)  severno od naselja. Sam vrh, na katerem je stala kapelica, se je sicer pred vojno imenoval tudi Dekličina gora in se v ljudski govorici občasno še omenja pod tem nazivom. Vrh je bil po vojni preimenovan z namenom, da bi se zabrisale vse religiozne asociacije.

## Zgodovina
Med 2. svetovno vojno so vas v avgustu 1942 požgale vojaške sile fašistične Italije.
Po 2. svetovni vojni so v Podlesju slovenske komunistične oblasti organizirale žensko taborišče za prisilno delo za politične zapornice. Zapornice so bile obsojene na opravljanje "družbeno koristnega dela" v koncentracijskem taborišču. Leta 1949 je bilo v taborišču zaprtih okoli 600 žensk , in to v zelo slabih higienskih pogojih. Kasneje je bilo taborišče razpuščeno, interniranke pa preseljene v koncentracijsko taborišče na Škofjeloškem gradu, kjer so jih postopoma izpustili.